# Kevin Nolan
Kevin Nolan (Liverpool, 1982. június 24. –) angol labdarúgó, korábbi angol U21-es válogatott.
2009. január 19-én 4 millió angol font ellenében a Newcastle United csapatához igazolt, ahol négy és fél éves szerződést írt alá.

## Külső hivatkozások
- Kevin Nolan pályafutásának statisztikái a Soccerbase oldalon (angolul)

```
(angolul)
```